# Johann Wilhelm Arnold
Johann Wilhelm Arnold (* 10. März 1801 in Edenkoben; † 9. Juni 1873 in Heidelberg) war ein deutscher Physiologe, Hochschullehrer und Arzt.

## Leben
Johann Wilhelm Arnolds Eltern waren der Gutsbesitzer Zacharias Arnold (1767–1840) und Susanne Margaretha († 1833), Tochter des Heidelberger Kirchenrates und Pfarrers Konrad Ludwig Brünings. Seine Geschwister waren der spätere Physiologe Friedrich Arnold (1803–1890) und Maria Friederike, die den Neckarauer Pfarrer Maximilian Wundt (1787–1846) heiratete. Deren Sohn Wilhelm Wundt (1832–1920) war sein Neffe.
Johann Wilhelm Arnold studierte ab 1821 zusammen mit seinem jüngeren Bruder Medizin an der Universität Heidelberg bei dem Anatomen Friedrich Tiedemann und dessen Demonstrator Vincenz Fohmann sowie bei Leopold Gmelin. Er promovierte 1826 mit einer Untersuchung „Zur Wirkung und Anwendung von Ammoniaksalzen“ zum Doktor der Medizin. Zusammen mit seinem Bruder besuchte er anschließend die naturwissenschaftlichen und medizinischen Anstalten in Paris. Er war von 1827 bis 1835 Privatdozent in Heidelberg, dann von 1835 bis 1840 außerordentlicher Professor in Zürich. Hier hielt er Vorlesungen zur „Geschichte der Medicin“, zur „Pathologische Anatomie in steter Rücksicht auf Physiologie und Diagnostik mit Verweisung auf sein Lehrbuch der pathologischen Physiologie“, zur „Heilmittellehre mit Benutzung seiner Sammlung“ oder zur „Staatsarzneikunde“. Von 1841 bis 1866 wirkte er als praktischer Arzt in Heidelberg.

## Werk
Johann Wilhelm Arnold ist als Autor von Lehrbüchern zur Physiologie bekannt geworden. Er wird auch als Freund der Homöopathie bezeichnet, nannte seine wissenschaftlichen Arbeiten hierzu jedoch „idiopathische Heilverfahren“. Er unterstützte die Homöopathie mit seinen Beobachtungen über die Wirkung von hohen Verdünnungen und war seit 1834 zusammen mit Ludwig Griesselich und anderen Redakteur und Mitautor der homöopathischen Zeitschrift „Hygea“.

## Publikationen (Auswahl)
- Diss. inaug. med. de salis ammoniaci vi et usu. Heidelberg 1826.
- Hodegetik für Medicin-Studirende oder Anleitung zum Studium der Medicin: nebst einer ausgewählten medicinischen Literatur; ein Handbuch zum Gebrauche bei akademischen Vorlesungen. Verlag Groos, Heidelberg 1832.
- Lehrbuch der pathologischen Physiologie des Menschen, 1. Orell  & Füssli, Zürich 1836.
- Lehrbuch der pathologischen Physiologie des Menschen, 2,1. Orell  & Füssli, Zürich 1837.
- Lehrbuch der pathologischen Physiologie des Menschen, 2,2. Orell  & Füssli, Zürich 1839.
- Die Lehre von der Reflex-Function für Physiologen und Aerzte. Karl Groos, Heidelberg 1842.
- Das Erbrechen, die Wirkung und Anwendung der Brechmittel. Balz, Stuttgart 1840.
- Ueber die Verrichtung der Wurzeln der Rückenmarksnerven. Karl Groos, Heidelberg 1844.
- Das rationell-specifische oder idiopathische Heilverfahren als naturgesetzliche Heilkunst. Bangel & Schmitt, Heidelberg 1851.